# Нюрбинський улус
Нюрбинський улус (якут. Ньурба улууһа, рос. Нюрбинский улус) — муніципальний район у центральній частині Республіки Саха (Якутія). Адміністративний центр — м. Нюрба. Утворений у 1930 році.

## Населення
Населення району становить 24 512 осіб (2014).

## Адміністративний поділ
Район адміністративно поділяється на 19 муніципальних утворень (1 міське та 18 сільських), що об'єднують 24 населені пункти.